# Казмирук, Виталий Иосифович
Виталий Иосифович Казмирук (2 марта 1942, село Новоивановка Базалийского района, теперь Теофипольского района Хмельницкой области — 26 мая 2001город Балаклея Харьковской области) — советский государственный деятель, 1-й секретарь Балаклейского райкома КПУ Харьковской области, председатель Балаклейского районного совета и райгосадминистрации. Член Ревизионной Комиссии КПУ в 1986—1990 г. Народный депутат Украины 1-го созыва в 1990—1992 г.

## Биография
Родился в семье председателя колхоза. Окончил среднюю школу. Трудовую деятельность начал в 1958 году колхозником Волочиского района Хмельницкой области. Работал на целинных землях. В 1961—1964 г. — в Советской армии.
Член КПСС с 1965 года.
В 1969 году окончил Каменец-Подольский сельскохозяйственный институт, получил специальность ученого-зоотехника.
В 1969—1971 г. — руководитель отделения опытного хозяйства «Борки» Украинского научно-исследовательского института птицеводства Готвальдовского (теперь — Змиевского района Харьковской области. Параллельно учился в аспирантуре при Харьковском институте птицеводства. В 1971—1972 г. — инструктор Готвальдовского районного комитета КПУ Харьковской области.
В 1972—1976 г. — директор птицесовхоза «Искра» Готвальдовского района Харьковской области. В 1976—1979 г. — директор птицефабрики «Курганская» Балаклейского района Харьковской области.
Окончил заочно Академию общественных наук при ЦК КПСС.
В 1979—1991 г. — 1-й секретарь Балаклавского районного комитета КПУ Харьковской области. В 1990—1992 г. — председатель Балаклейского районного совета народных депутатов.
В 1992—1994 г. — представитель Президента Украины в Балаклейском районе Харьковской области. В 1994—1995 г. — председатель Балаклейского районного совета народных депутатов и председатель исполнительного комитета. В 1995 −24 декабря 1999 г. — председатель Балаклейской районной государственной администрации Харьковской области.
Потом — на пенсии в городе Балаклее.

## Награды
- орден Трудового Красного Знамени
- орден Знак Почета
- орден Октябрьской Революции
- медали
- заслуженный работник сельского хозяйства Украины
- заслуженный работник образования Украины
- почетный гражданин Балаклейского района (15.08.2008, посмертно)